# Simon Elisor
Simon Elisor (sinh ngày 22 tháng 7 năm 1999) là một cầu thủ bóng đá chuyên nghiệp người Pháp hiện tại đang thi đấu ở vị trí tiền đạo cho câu lạc bộ Famalicão tại Giải bóng đá Ngoại hạng Bồ Đào Nha.

## Sự nghiệp thi đấu

### Ajaccio
Elisor bắt đầu sự nghiệp của mình tại câu lạc bộ Istres, trước khi gia nhập đội dự bị của AC Ajaccio.
Anh ra mắt chuyên nghiệp cho đội bóng vào ngày 29 tháng 8 năm 2020, khi vào sân thay cho Faiz Mattoir trong trận thua 1-0 trước Caen tại Ligue 2. Ngày 4 tháng 10 năm 2020, anh ghi bàn thắng đầu tiên cho đội bóng trong thất bại 5-1 trước Auxerre.
Ngày 26 tháng 1 năm 2021, anh ký hợp đồng chuyên nghiệp đầu tiên với AC Ajaccio, đồng thời được cho mượn tại FC Sète.

### Cho mượn tại Villefranche
Trong mùa giải 2021-2022, anh được cho mượn tại FC Villefranche, và ghi 17 bàn thắng sau 34 trận, bao gồm chuỗi 13 bàn thắng trong 14 trận. Anh cũng đã giành được danh hiệu cầu thủ xuất sắc nhất tháng 4, trong đó anh đã ghi được 5 bàn thắng.

### Seraing
Ngày 11 tháng 7 năm 2022, anh ký hợp đồng có thời hạn 4 năm với Seraing.

### Laval
Tháng 1 năm 2023, anh tiếp tục được đem cho mượn, lần này là tại Stade Lavallois cho đến cuối mùa giải.. Vào cuối mùa giải, anh có nhiều bàn thắng, trong đó có cú đúp vào lưới Bastia vào ngày 6 tháng 5.

### Metz
Vào ngày 5 tháng 7 năm 2023, anh ký bản hợp đồng có thời hạn đến năm 2026 với câu lạc bộ Metz.

## Đời tư
Cha anh, Éric Élisor, và chị gái anh, Salomé Elisor, cũng đều là những cầu thủ bóng đá chuyên nghiệp.